# Leather (film)
Leather – niezależny amerykański film fabularny z 2013 roku w reżyserii Patricka McGuinna. Jest połączeniem komediodramatu i filmu romantycznego, skupia się na losach biseksualisty Bircha (Chris Graham) oraz dwóch gejów − Andrew (Andrew Glaszek) i Kyle'a (Jeremy Neal). 
Światowa premiera projektu odbyła się 21 lipca 2013 w trakcie Międzynarodowego Festiwalu Filmów o Tematyce Homoseksualnej w Filadelfii. 20 września tego roku obraz zaprezentowano widzom Cinema Diverse Palm Springs LGBT Film Festival. We Francji film wydano pod tytułem La peau dure.

## Opis fabuły
Po śmierci ojca Andrew odwiedza jego dom, położony w Górach Catskill. W wyprawie towarzyszy mu ukochany partner, Kyle. Na miejscu okazuje się, że leśną posiadłość zamieszkuje Birch − biseksualny przyjaciel Andrew z dzieciństwa, który pracował dla zmarłego i pomagał mu w zmaganiu się z codziennością. Kyle podejrzewa, że mężczyzn łączył romans. Birch jest wiejskim ekscentrykiem, a Andrew i Kyle od lat mieszkają w wielkim mieście. Bohaterowie z trudem się ze sobą dogadują.

## Obsada
- Chris Graham − Birch
- Andrew Glaszek − Andrew
- Jeremy Neal − Kyle
- Glenda Lauten − May
- Sara Jecko − Stacy
- Valerie Ryan Miller − Luella

## Odbiór
Michael D. Klemm, redaktor serwisu cinemaqueer.com, uznał, że Leather "drastycznie różni się od innych filmów queerowych". Klemm podsumował projekt, pisząc: "Nie jest to dzieło perfekcyjne, lecz zapewniające satysfakcjonujący seans, a na pewno posiadające ekscentryczny urok." Autor witryny o nazwie The M Report chwalił decyzję reżysera o nakręceniu Leather na taśmie 16 mm, jako że nadano w ten sposób filmowi "ziarnisty, rustykalny wygląd".